# Saksonia-Weimar
Księstwo Saksonii-Weimaru (niem. Herzogtum Sachsen-Weimar) – księstwo Świętego Cesarstwa Rzymskiego Narodu Niemieckiego (do 1806), powstałe z wydzieleniu ziem dla ernestyńskiej linii dynastii Wettynów. Stolicą był Weimar. W latach 1806–1809 państwo Związku Reńskiego.

## Historia
W drugiej połowie XVIII wieku Księstwo Saksonii-Weimaru stało się kulturalnym centrum Niemiec, ponieważ Książę Karol August (panował 1758–1828) roztoczył szeroki mecenat artystyczny, z którego korzystali tacy wybitni literaci jak Christoph Martin Wieland, Johann Wolfgang von Goethe i Friedrich Schiller. O dworze weimarskim mawiano wówczas „książę i jego poeci”.
Od 1741 księstwo było w unii personalnej z Saksonią-Eisenach. w 1809 nastąpiło zjednoczenie księstw w Saksonię-Weimar-Eisenach (od 1815 – wielkie księstwo).

## Książęta (Herzöge)

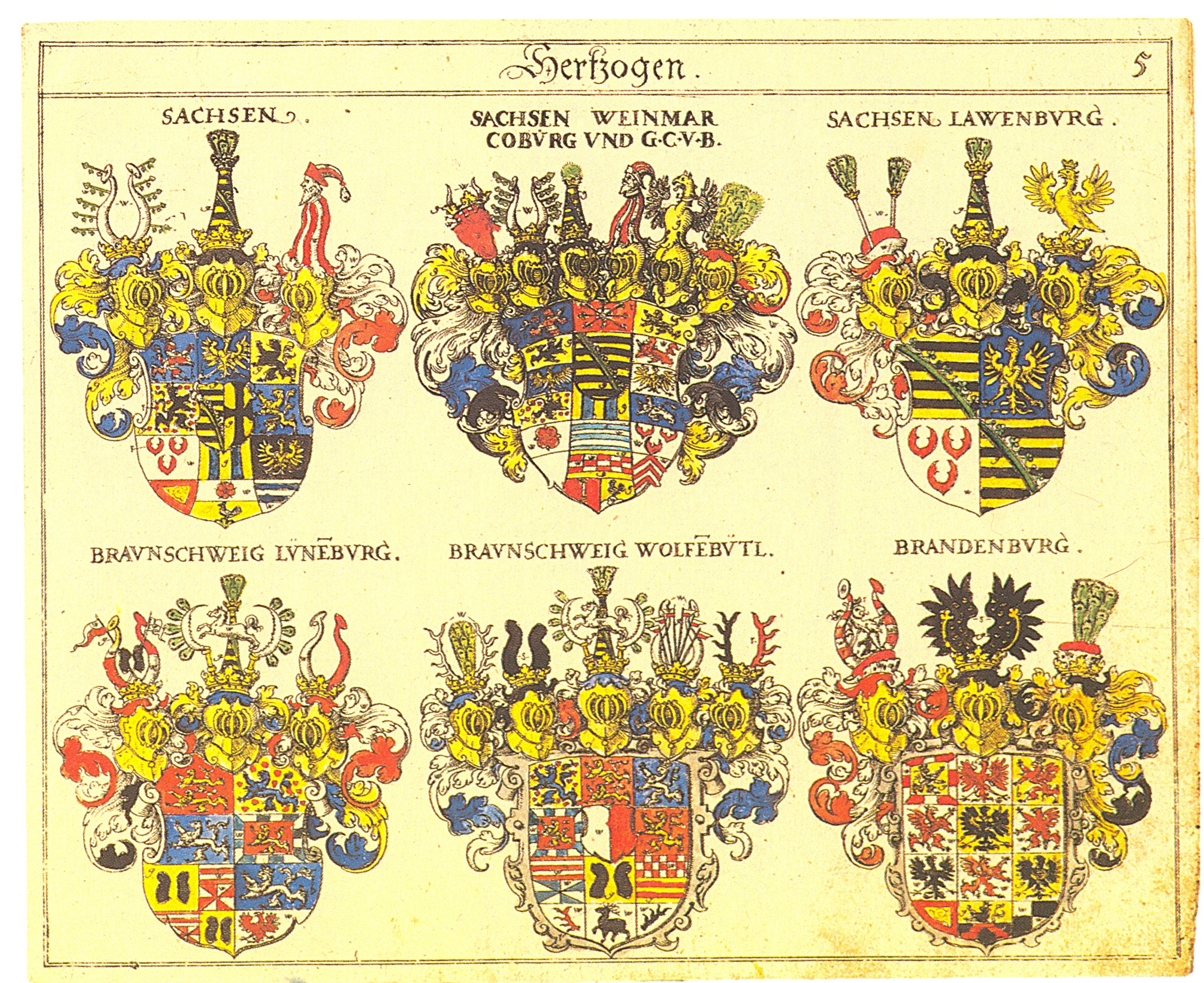
Herb książąt Sachsen-Weimar w herbarzu J. Siebmachera, 1605 – środkowy herb, górny rząd

- 1547–1554 Jan Fryderyk I (w latach 1532–1547 elektor Saksonii)
- 1554–1573 Jan Wilhelm (książę Saksonii-Weimar) (syn)
- 1573–1602 Fryderyk Wilhelm I (syn Jana Wilhelma)
- 1602–1605 Jan (syn Jana Wilhelma)
- 1605–1640 wspólne rządy braci (synów Jana)
  - 1605–1626 Jan Ernest I
  - 1605–1622 Fryderyk
  - 1605–1662 Wilhelm (zob. niż.)
  - 1605–1640 Albrecht II, potem Eisenach 1640–1644
  - 1605–1628 Jan Fryderyk
  - 1605–1640 Ernest I Pobożny, potem Gotha 1640–1675
  - 1605–1619 Fryderyk Wilhelm
  - 1605–1639 Bernard, książę Franków 1633–1639
  - 1640 – podział między żyjących braci. Weimar otrzymał:
- 1640–1662 Wilhelm (syn Jana, zob. wyż.)
- 1662–1683 Jan Ernest II (syn Wilhelma)
- 1683–1728 Wilhelm Ernest (syn Jana Ernesta II) (Weimar)
- 1683–1707 Jan Ernest III (syn Jana Ernesta II) (Kappellendorf)
- 1707–1741 Ernest August I (syn Jana Ernesta III) od 1707 Kappellendorf; od 1728 także Weimar; od 1741 także Eisenach – PATRZ NIŻEJ

Saksonia-Weimar i Saksonia-Eisenach (unia personalna)
- 1741–1748 Ernest August I (syn Jana Ernesta III) od 1707 Kappellendorf; od 1728 także Weimar; od 1741 także Eisenach
- 1748–1758 Ernest August II (syn Ernesta Augusta I)
- 1758–1809 Karol August I (syn Ernesta Augusta II)

### Genealogia
- uproszczona genealogia panujących z dynastii Wettynów: